# José Maria do Casal Ribeiro
José Maria Caldeira do Casal Ribeiro GCC (Lisboa, 18 de abril de 1825 — Madrid, 14 de junho de 1896), 1.° Conde de Casal Ribeiro, foi um jornalista e político português do rotativismo de finais do século XIX.

## Biografia
José Maria Caldeira do Casal Ribeiro nasceu em Lisboa, a 18 de Abril de 1825, filho de José Vicente Caldeira do Casal Ribeiro, fidalgo cavaleiro da Casa Real e juiz desembargador da Casa da Suplicação, que havia estado envolvido no processo que conduziu à execução de Gomes Freire de Andrade, em 1817, e de Maria Henriqueta Gomes Ribeiro. Foi irmão do jornalista e escritor Carlos José Caldeira.
Depois de estudos preparatórios no Porto, matriculou-se no curso de Direito da Universidade de Coimbra, que frequentou entre 1843 e 1848, formando-se com distinção.
Durante os tempos de estudante em Coimbra manteve intensa actividade política, que o levou, por ocasião da Revolução da Maria da Fonte e da guerra civil da Patuleia, a integrar a Junta Governativa que se formou em Coimbra no ano de 1846.
Influenciado pelo pensamento de Saint-Simon, pelas Revoluções de 1848, e pelos ideais da Segunda República Francesa, Casal Ribeiro publicou os panfletos O Soldado e o Povo, Hoje Não é Ontem, É Tarde e A Imprensa e o Conde de Tomar, que o notabilizaram como um combativo jovem político de inspiração republicana e socialista. 
Após ter concluído o seu curso, fixou-se em Lisboa onde se dedicou ao jornalismo político, colaborando no jornal O Atheneu, em 1850, e fundando o jornal A Civilização (1856-1857), de que foi financiador e redactor principal. Também se encontra colaboração da sua autoria na  Revista universal lisbonense (1841-1859) e  A semana de Lisboa (1893-1895).              
Casou em 1850 com Maria da Conceição de Castro Quintela Emauz, pertencente à Ordem das Damas Nobres de Espanha, uma filha de Inácio Pedro Quintela Emauz. Iniciou então uma deriva ideológica para a direita, a partir de 1851, com o advento da Regeneração. Ingressou na Câmara dos Deputados no final de 1851, aderindo formalmente ao Partido Regenerador apenas em 1856.
Foi assim que depois de ter sido um revolucionário republicano em 1848, ingressou no campo regenerador, no qual seria várias vezes deputado e ministro. 
Nos anos que se seguiram revelou-se um bom orador, falando com profundidade e conhecimento sobre questões financeiras, o que o guinda para os lugares cimeiros do círculo parlamentar regenerador.
Apoiante de João Carlos de Saldanha Oliveira e Daun, marquês de Saldanha, foi sucessivamente eleito deputado para as legislaturas de 1851-1852, 1853-1856, 1857-1858, 1860-1861, 1861-1864 e 1865. Nesta longa carreira parlamentar reforçou o seu prestígio como bom orador e como polemista temível, sendo durante boa parte deste período uma das vozes mais respeitadas na Câmara dos Deputados. Por carta régia de 8 de Setembro de 1865 foi elevado a Par do Reino vitalício, trocando assim o seu assento na Câmara dos Deputados por um lugar na Câmara dos Pares.
Assumiu pela primeira vez funções governativas como Ministro dos Negócios da Fazenda no ministério inicialmente presidido por António José de Sousa Manuel de Menezes Severim de Noronha, o 1.° duque da Terceira, que esteve em funções entre 16 de Março de 1859 e 20 de Julho de 1860. Durante este mandato procedeu à substituição dos impostos de transacção e das sisas pela contribuição de registo. Na fase final desse ministério, na sequência dos acontecimentos que rodearam o falecimento a 26 de Abril de 1860 do duque da Terceira, ocupou interinamente a pasta dos Negócios Estrangeiros, entre 24 de Abril e 4 de Junho de 1860.
Em 1866, em consequência da formação do Governo da Fusão, voltou ao executivo, agora presidido por Joaquim António de Aguiar, retomando a pasta dos Negócios Estrangeiros no período de 9 de Maio de 1866 a 4 de Janeiro de 1868. Neste mandato, acumulou interinamente o cargo de Ministro das Obras Públicas, Comércio e Indústria, entre 9 de Maio e 6 de Junho de 1866.
Pouco depois de sair do Governo, foi convidado por Nuno José Severo de Mendonça Rolim de Moura Barreto, duque de Loulé, que então presidia ao ministério, para o cargo de ministro plenipotenciário de Portugal em Paris. Aceitou o cargo, fixando-se naquela cidade, mas pediu a sua exoneração na sequência do golpe de Estado de 19 de Maio de 1870, a conhecida Saldanhada, e regressou a Portugal.
Ainda nesse ano, foi agraciado pelo rei D. Luís I com o título de Conde de Casal Ribeiro, em duas vidas, por Decreto de 28 de Maio de 1870. Em 1872 foi feito Conselheiro de Estado efectivo. 
Como Par do Reino, foi em 1884 um dos principais opositores à lei eleitoral proposta por Fontes Pereira de Melo e Barjona de Freitas que pretendia alargar o sufrágio a um maior número de leitores. Por essa altura, comprovando a evolução das suas ideias de um republicanismo de inspiração francesa para um conservadorismo de matriz religiosa, anunciou a intenção de formar um novo partido conservador, desiderato que nunca chegou a concretizar. Esta sua iniciativa teve contudo continuadores, estando na origem do aparecimento, entre 1903 e 1910 e já muito depois da sua morte, do Partido Nacionalista liderado por Jacinto Cândido da Silva. Esteve ainda envolvido, em 1894, na formação do Centro Católico Parlamentar, que acabaria por terminar sem resultados.
Entre 1886 e 1892 desempenhou as funções de ministro plenipotenciário de Portugal em Madrid. Foi nesta cidade que veio a falecer, em 1896, depois de lá ser ter deslocado para assistir a uma conferência proferida pelo seu amigo Antonio Sánchez Moguel.
Ao longo da sua vida relacionou-se com diversas figuras nacionais e internacionais, mantendo relações de duradoura amizade com Alexandre Herculano, Oliveira Martins ou António José de Ávila.
O conde de Casal Ribeiro foi um proprietário abastado, ligado pelo casamento à rica família Farrob-Quintela. Foi agraciado com a Grã-Cruz da Real Ordem Militar de Nosso Senhor Jesus Cristo e com numerosas condecorações estrangeiras, entre as quais a Grã-Cruz da Ordem de Alberto o Valoroso da Saxónia, a Ordem Nacional da Legião de Honra de França, a Cruz da Pontifícia Ordem Equestre de São Gregório Magno da Santa Sé, da Imperial Ordem da Rosa do Brasil e da Real e Distinguida Ordem Espanhola de Carlos III de Espanha. Foi sócio da Academia Real das Ciências de Lisboa e da Academia da História de Madrid.
No seu jazigo no Cemitério do Alto de São João, em Lisboa, usou por Armas de do Casal com timbre de do Casal e coroa de Conde.
Em sua homenagem foi dado o seu nome à Avenida Casal Ribeiro, na Freguesia de São Jorge de Arroios, hoje Arroios, em Lisboa.

## Obras publicadas
Para além de uma vasta obra jornalística e de opinião, dispersa por múltiplos periódicos, é autor das seguintes publicações:
- Hoje não é Ontem (1848);
- É Tarde (1848);
- O Soldado e o Povo (1848);
- A imprensa e o Conde de Tomar (1850);
- Cartas sobre as escolas populares (1859);
- Parecer da Maioria da Comissão Especial da Câmara dos Deputados acerca das Congregações Religiosas e do Ensino (1862);
- Discurso sobre a Questão das Irmãs da Caridade (1862);
- Discurso proferido em 3 de Fevereiro de 1863 na Camara dos Srs. Deputados (1863);
- Rome et L´Europe (1864);
- Interpelação sobre os acontecimentos ocorridos na Guiné Portuguesa (1868);
- Discurso proferido na Camara dos Dignos Pares em sessão de 20 de Dezembro de 1870 (1870);
- Discurso proferido na Câmara dos Dignos Pares na sessão de 27 de Janeiro de 1877 (1877);
- Discursos do Conde de Casal Ribeiro no debate da resposta ao discurso da coroa na camara dos pares: sessões de 14, 15 e 21 de Fevereiro de 1879 (1879);
- Apontamentos para a historia da abolição da escravidão nas colonias portuguezas (1880);
- Problema colonial e problema internacional: discurso proferido na Camera dos Dignos Pares do reino na sessão de 22 de Junho de 1891 (1891);
- Problema social emigração: discurso proferido na Camara dos Dignos Pares do reino em sessão de 4 de Julho de 1891 (1891);
- Tratado de commercio entre Portugal e Hespanha: discurso proferido na Camara dos Dignos Pares do Reino nas sessões de 7 e 8 de Junho de 1893 (1893);
- Carta e pariato (1895);
- Esboço crítico do Principe Perfeito por Oliveira Martins (1896).